# Mühlviertler Land
Mühlviertler Land (Träume von Linz an der Donau) ist ein österreichischer Schlager aus dem Jahr 1973, der zum Volkslied wurde. Musik und Text stammen von Werner Brüggemann. 1973 interpretieren Regina Simader und die Linzer Buam unter der Leitung von Kapellmeister Robert Thaller das Lied, das sich zu einem Erfolg entwickelte.

## Inhalt
Mühlviertler Land ist im ¾-Takt geschrieben und besteht aus einer Strophe, dem Refrain und einem Jodler. Am Anfang wird die Strophe Träume von Linz an der Donau, trage ich heimlich bei mir gesungen, dann folgt der Refrain Mühlviertler Land, mein Heimatland und als dritter Teil ein Jodler.

## Geschichte
Das Mühlviertler Land komponierte Werner Brüggemann für die Linzer Buam und die Sängerin Regina Simader.
Das Lied entwickelte sich zu einem großen Erfolg. Es erschien auf zahlreichen LPs und MCs verschiedenster Interpreten und wurde so zum Evergreen und Volkslied in Oberösterreich.
Außerdem ist das Stück in Österreich Teil des gängigen Blasmusik-Repertoires. So war Mühlviertler Land ein Pflichtstück der Selbstwahlliste in der Wertungsstufe A der Kategorie Walzer beim Wettbewerb „Polka, Walzer, Marsch“ des Österreichischen Blasmusikverbandes im Jahr 2017.